# Campionat del món d'escacs femení de 1991
El campionat del món d'escacs femení de 1991 fou guanyat per Xie Jun, que va vèncer la campiona regnant Maia Txiburdanidze en el matx pel títol.

## Interzonals de 1990
Com a part del procés de classificació, es varen jugar dos torneigs Interzonals durant l'estiu de 1990, un a Azov el juny, i l'altre a Genting Highlands a Malàisia, el juny i el juliol, amb les millors jugadores de cada zona de la FIDE. Hi prengueren part un total de 36 jugadores, de les quals les tres primeres de cada Interzonal es classificaven pel Torneig de Candidates.
Kachiani i Galliamova empataren al primer lloc a Azov, mig punt per davant de Klimova-Richtrova, qui també va passar a la fase de Candidates.
A Genting, l'excampiona Gaprindashvili va obtenir una impressionant victòria a l'edat de 49 anys, un punt per davant de la gairebé 30 anys més jove nova estrella Xie, mentre que Marić va entrar en la darrera plaça del torneig de Candidates després de vèncer un playoff contra Gurieli 3-2.
|    | Jugadora                                  | Ràting | 1 | 2 | 3 | 4 | 5 | 6 | 7 | 8 | 9 | 10 | 11 | 12 | 13 | 14 | 15 | 16 | 17 | 18 | Punts | Desempat |
| -- | ----------------------------------------- | ------ | - | - | - | - | - | - | - | - | - | -- | -- | -- | -- | -- | -- | -- | -- | -- | ----- | -------- |
| 1  | Ketino Kachiani (Unió Soviètica)          | 2365   | - | ½ | ½ | 0 | ½ | 1 | ½ | ½ | 1 | ½  | ½  | 1  | 1  | ½  | 1  | ½  | 1  | 1  | 11½   | 89.50    |
| 2  | Alissa Gal·liàmova (Unió Soviètica)       | 2365   | ½ | - | ½ | 1 | 1 | 1 | ½ | 0 | 0 | 0  | 1  | 1  | 1  | 1  | 0  | 1  | 1  | 1  | 11½   | 89.25    |
| 3  | Eliska Klimova-Richtrova (Txecoslovàquia) | 2355   | ½ | ½ | - | 1 | 0 | 1 | 0 | 1 | 1 | ½  | 1  | ½  | ½  | ½  | 1  | 0  | 1  | 1  | 11    |          |
| 4  | Svetlana Prudnikova (Unió Soviètica)      | 2265   | 1 | 0 | 0 | - | 1 | 1 | 0 | 1 | ½ | 1  | ½  | 0  | ½  | 1  | 0  | 1  | 1  | 1  | 10½   |          |
| 5  | Claudia Amura (Argentina)                 | 2285   | ½ | 0 | 1 | 0 | - | ½ | 1 | 1 | 0 | ½  | 1  | ½  | 1  | ½  | ½  | 0  | 1  | 1  | 10    | 79.75    |
| 6  | Ketevan Arakhamia (Unió Soviètica)        | 2385   | 0 | 0 | 0 | 0 | ½ | - | 1 | 1 | 1 | 1  | 0  | 1  | 1  | 0  | 1  | ½  | 1  | 1  | 10    | 74.75    |
| 7  | Peng Zhaoqin (Xina)                       | 2305   | ½ | ½ | 1 | 1 | 0 | 0 | - | ½ | 0 | 0  | 0  | 1  | ½  | 1  | 1  | 1  | 1  | 1  | 10    | 74.50    |
| 8  | Agnieszka Brustman (Polònia)              | 2325   | ½ | 1 | 0 | 0 | 0 | 0 | ½ | - | 1 | 1  | 0  | 1  | ½  | ½  | 1  | 1  | 1  | 1  | 10    | 74.00    |
| 9  | Ildikó Mádl (Hongria)                     | 2405   | 0 | 1 | 0 | ½ | 1 | 0 | 1 | 0 | - | ½  | 1  | 0  | ½  | ½  | 1  | 1  | ½  | 1  | 9½    | 72.72    |
| 10 | Fliura Uskova (Unió Soviètica)            | 2270   | ½ | 1 | ½ | 0 | ½ | 0 | 1 | 0 | ½ | -  | ½  | 0  | ½  | ½  | 1  | 1  | 1  | 1  | 9½    | 70.75    |
| 11 | Irina Chelushkina (Unió Soviètica)        | 2315   | ½ | 0 | 0 | ½ | 0 | 1 | 1 | 1 | 0 | ½  | -  | 1  | 0  | 1  | ½  | 1  | 0  | 1  | 9     | 71.75    |
| 12 | Anna-Maria Botsari (Grècia)               | 2205   | 0 | 0 | ½ | 1 | ½ | 0 | 0 | 0 | 1 | 1  | 0  | -  | 0  | 1  | 1  | 1  | 1  | 1  | 9     | 63.50    |
| 13 | Margarita Voiska (Bulgària)               | 2335   | 0 | 0 | ½ | ½ | 0 | 0 | ½ | ½ | ½ | ½  | 1  | 1  | -  | 0  | 1  | 0  | 1  | 1  | 8     |          |
| 14 | Vesna Basagić (Iugoslàvia)                | 2270   | ½ | 0 | ½ | 0 | ½ | 1 | 0 | ½ | ½ | ½  | 0  | 0  | 1  | -  | 0  | 1  | ½  | 1  | 7½    |          |
| 15 | Tsagaan Battsetseg (Mongòlia)             | 2230   | 0 | 1 | 0 | 1 | ½ | 0 | 0 | 0 | 0 | 0  | ½  | 0  | 0  | 1  | -  | 1  | 1  | 1  | 7     |          |
| 16 | Gina Finegold (Bèlgica)                   | 2025   | ½ | 0 | 1 | 0 | 1 | ½ | 0 | 0 | 0 | 0  | 0  | 0  | 1  | 0  | 0  | -  | 0  | ½  | 4½    |          |
| 17 | Adriana Salazar Varón (Colòmbia)          | 2115   | 0 | 0 | 0 | 0 | 0 | 0 | 0 | 0 | ½ | 0  | 1  | 0  | 0  | ½  | 0  | 1  | -  | 0  | 3     |          |
| 18 | Sharon Ellen Burtman (Estats Units)       | 2045   | 0 | 0 | 0 | 0 | 0 | 0 | 0 | 0 | 0 | 0  | 0  | 0  | 0  | 0  | 0  | ½  | 1  | -  | 1½    |          |
|    | Jugadora                               | 1 | 2 | 3 | 4 | 5 | 6 | 7 | 8 | 9 | 10 | 11 | 12 | 13 | 14 | 15 | 16 | 17 | 18 | Punts | Desempat |
| -- | -------------------------------------- | - | - | - | - | - | - | - | - | - | -- | -- | -- | -- | -- | -- | -- | -- | -- | ----- | -------- |
| 1  | Nona Gaprindaixvili (Unió Soviètica)   | - | 1 | ½ | ½ | 0 | 1 | 1 | 1 | 1 | 1  | ½  | 1  | 0  | 1  | 1  | 1  | 1  | 1  | 13½   |          |
| 2  | Xie Jun (Xina)                         | 0 | - | ½ | ½ | ½ | 1 | 0 | 1 | 0 | 1  | 1  | 1  | 1  | 1  | 1  | 1  | 1  | 1  | 12½   |          |
| 3  | Alisa Marić (Iugoslàvia)               | ½ | ½ | - | ½ | ½ | 1 | ½ | 1 | 1 | 0  | ½  | 1  | 1  | 1  | ½  | 1  | ½  | 1  | 12    | 93.25    |
| 4  | Nino Gurieli (Unió Soviètica)          | ½ | ½ | ½ | - | 1 | ½ | ½ | 1 | ½ | ½  | 1  | ½  | ½  | 1  | ½  | 1  | 1  | 1  | 12    | 92.50    |
| 5  | Julia Demina (Unió Soviètica)          | 1 | ½ | ½ | 0 | - | ½ | 0 | ½ | 1 | 1  | ½  | 1  | ½  | 1  | 1  | ½  | ½  | 1  | 11    | 85.75    |
| 6  | Anna Akhsharumova (Estats Units)       | 0 | 0 | 0 | ½ | ½ | - | 0 | 1 | ½ | 1  | 1  | 1  | 1  | ½  | 1  | 1  | 1  | 1  | 11    | 74.25    |
| 7  | Marta Litinskaya-Shul (Unió Soviètica) | 0 | 1 | ½ | ½ | 1 | 1 | - | 0 | 0 | ½  | 1  | 1  | ½  | 1  | 1  | ½  | 0  | 1  | 10½   |          |
| 8  | Elena Zayac (Unió Soviètica)           | 0 | 0 | 0 | 0 | ½ | 0 | 1 | - | 1 | 1  | 1  | ½  | 1  | ½  | 1  | 1  | ½  | 1  | 10    |          |
| 9  | Nina Høiberg (Dinamarca)               | 0 | 1 | 0 | ½ | 0 | ½ | 1 | 0 | - | 0  | 1  | 1  | ½  | ½  | 1  | ½  | 1  | 1  | 9½    | 67.50    |
| 10 | Nana Aleksàndria (Unió Soviètica)      | 0 | 0 | 1 | ½ | 0 | 0 | ½ | 0 | 1 | -  | 0  | ½  | 1  | 1  | 1  | 1  | 1  | 1  | 9½    | 63.50    |
| 11 | Tatjana Lematschko (Suïssa)            | ½ | 0 | ½ | 0 | ½ | 0 | 0 | 0 | 0 | 1  | -  | 0  | 1  | 1  | ½  | 1  | 1  | ½  | 7½    |          |
| 12 | Erika Sziva (Països Baixos)            | 0 | 0 | 0 | ½ | 0 | 0 | 0 | ½ | 0 | ½  | 1  | -  | ½  | ½  | ½  | ½  | 1  | 1  | 6½    |          |
| 13 | Marina Makropoulou (Grècia)            | 1 | 0 | 0 | ½ | ½ | 0 | ½ | 0 | ½ | 0  | 0  | ½  | -  | 0  | ½  | 0  | 1  | 1  | 6     | 45.75    |
| 14 | Cathy Forbes (Anglaterra)              | 0 | 0 | 0 | 0 | 0 | ½ | 0 | ½ | ½ | 0  | 0  | ½  | 1  | -  | ½  | 1  | ½  | 1  | 6     | 35.25    |
| 15 | Nava Starr (Canadà)                    | 0 | 0 | ½ | ½ | 0 | 0 | 0 | 0 | 0 | 0  | ½  | ½  | ½  | ½  | -  | 1  | 1  | 1  | 6     | 34.50    |
| 16 | Annett Wagner-Michel (RDA)             | 0 | 0 | 0 | 0 | ½ | 0 | ½ | 0 | ½ | 0  | 0  | ½  | 1  | 0  | 0  | -  | 1  | 1  | 5     |          |
| 17 | Ingrid Dahl (Noruega)                  | 0 | 0 | ½ | 0 | ½ | 0 | 1 | ½ | 0 | 0  | 0  | 0  | 0  | ½  | 0  | 0  | -  | ½  | 3½    |          |
| 18 | Alexey Rudolph (RFA)                   | 0 | 0 | 0 | 0 | 0 | 0 | 0 | 0 | 0 | 0  | ½  | 0  | 0  | 0  | 0  | 0  | ½  | -  | 1     |          |

## Torneig de Candidates de 1990
Les sis classificades dels Interzonals es reuniren amb les dues primeres jugadores del Torneig de Candidates anterior: Ioseliani i Akhmilovskaya.
Igualment com en els dos cicles previs, el Torneig de Candidates en aquest cicle es disputà per sistema round-robin, a Borzomi, l'octubre de 1990. De manera inesperada les jugadores de 20 anys Xie i Marić empataren al primer lloc. Xie va guanyar el playoff a Belgrad i Beijing el febrer de 1991 per 4½-2½, guanyant-se el dret de disputar el títol contra la campiona regnant.
|   | Jugadora                                     | 1 | 2 | 3 | 4 | 5 | 6 | 7 | 8 | Punts | Desempat |
| - | -------------------------------------------- | - | - | - | - | - | - | - | - | ----- | -------- |
| 1 | Xie Jun (Xina)                               | - | 1 | 0 | 1 | 1 | 1 | 0 | ½ | 4½    | 16.00    |
| 2 | Alisa Marić (Iugoslàvia)                     | 0 | - | 1 | ½ | 1 | ½ | 1 | ½ | 4½    | 14.50    |
| 3 | Alissa Gal·liàmova (Unió Soviètica)          | 1 | 0 | - | 0 | 1 | 1 | ½ | ½ | 4     | 13.25    |
| 4 | Nana Ioseliani (Unió Soviètica)              | 0 | ½ | 1 | - | ½ | ½ | ½ | 1 | 4     | 12.75    |
| 5 | Nona Gaprindaixvili (Unió Soviètica)         | 0 | 0 | 0 | ½ | - | 1 | 1 | 1 | 3½    |          |
| 6 | Elena Donaldson-Akhmilovskaya (Estats Units) | 0 | ½ | 0 | ½ | 0 | - | 1 | 1 | 3     |          |
| 7 | Ketino Kachiani (Unió Soviètica)             | 1 | 0 | ½ | ½ | 0 | 0 | - | ½ | 2½    |          |
| 8 | Eliska Klimova-Richtrova (Txecoslovàquia)    | ½ | ½ | ½ | 0 | 0 | 0 | ½ | - | 2     |          |

## Matx pel campionat del món de 1991
El matx pel campionat del món es va celebrar a Manila el 1991. En un resultat que va ser una sorpresa per la majoria del món dels escacs, la relativament desconeguda aspirant xinesa Xie va guanyar 4 partides (contra 2) i el matx, acabant així amb el regnat de 13 anys de Txiburdanidze com a campiona del món.
|                                     | 1 | 2 | 3 | 4 | 5 | 6 | 7 | 8 | 9 | 10 | 11 | 12 | 13 | 14 | 15 | Total |
| ----------------------------------- | - | - | - | - | - | - | - | - | - | -- | -- | -- | -- | -- | -- | ----- |
| Xie Jun (Xina)                      | ½ | ½ | 1 | 0 | 0 | ½ | ½ | 1 | ½ | ½  | 1  | ½  | 1  | ½  | ½  | 8½    |
| Maia Txiburdanidze (Unió Soviètica) | ½ | ½ | 0 | 1 | 1 | ½ | ½ | 0 | ½ | ½  | 0  | ½  | 0  | ½  | ½  | 6½    |